# Bernadí Vives Cardona
Bernadí Vives Cardona, nascut a Llucmajor, Mallorca, el 1958, és un polític del PI i fou batle de Llucmajor durant 17 mesos.
Vives és entrenador nacional de taekwondo i es dedicà a aquesta ocupació en un gimnàs de la seva propietat fins que fou nomenat batle. Formà part del consistori de l'Ajuntament de Llucmajor per primer cop com a regidor el 2011. A les eleccions municipals del maig de 2015 es presentà com a cap de llista del PI i aconseguí 1283 vots, que representen gairebé el 10% del total de vots, la qual cosa donaren a aquesta candidatura 2 regidors dels 21 que formen el consistori llucmajorer. Formà govern amb els grups PSIB, amb 5 regidors, i MÉS, amb 4 regidors, que es repartiren les àrees de govern i la batlia a raó de setze mesos cadascun. Vives fou elegit amb els vots d'aquests partits el 15 d'octubre de 2016. A les eleccions de 2019 aconseguí 801 vots, el 6% del total de vots, perdent un dels dos regidors.